# San Isidro (Davao du Nord)
Pour les articles homonymes, voir San Isidro.
San Isidro est une municipalité de la province du Davao du Nord, aux Philippines.
Sa population est de 25 548 habitants au recensement de 2010 sur une superficie de 152 km2, subdivisée en 13 barangays[réf. nécessaire].